# Đỗ Văn Sinh
Đỗ Văn Sinh (sinh ngày 14 tháng 11 năm 1961) là một chính trị gia người Việt Nam. Ông hiện là đại biểu quốc hội Việt Nam khóa XIV nhiệm kì 2016-2021, thuộc đoàn đại biểu quốc hội tỉnh Quảng Trị, Ủy viên Thường trực Ủy ban Kinh tế của Quốc hội, Phó Chủ tịch Nhóm Nghị sĩ hữu nghị Việt Nam - Ấn Độ. Ông đã trúng cử đại biểu quốc hội năm 2016 ở đơn vị bầu cử số 1, tỉnh Quảng Trị gồm có các huyện Vĩnh Linh, Gio Linh, Cam Lộ, Đakrông, Hướng Hóa và huyện đảo Cồn Cỏ.

## Xuất thân
Đỗ Văn Sinh sinh ngày 14 tháng 11 năm 1961 quê quán ở xã Thụy Lâm, huyện Đông Anh, TP Hà Nội. 
Ông hiện cư trú ở Số 3, ngách 6/31, Đặng Văn Ngữ, phường Phương Liên, quận Đống Đa, thành phố Hà Nội.

## Giáo dục
- Giáo dục phổ thông: 10/10
- Đại học Kinh tế Quốc dân, chuyên ngành Kế toán Ngân hàng
- Tiến sĩ Kinh tế
- Cử nhân lí luận chính trị

## Sự nghiệp
Ông gia nhập Đảng Cộng sản Việt Nam vào ngày 12/9/1986.
Khi lần đầu ứng cử đại biểu Quốc hội Việt Nam khóa 14 vào tháng 5 năm 2016 ông đang là Phó bí thư Đảng ủy cơ quan Bảo hiểm xã hội Việt Nam, Phó Tổng giám đốc Bảo hiểm xã
hội Việt Nam, làm việc ở Bảo hiểm xã hội Việt Nam.
Ông đã trúng cử đại biểu quốc hội năm 2016 ở đơn vị bầu cử số 1, tỉnh Quảng Trị gồm có các huyện Vĩnh Linh, Gio Linh, Cam Lộ, Đakrông, Hướng Hóa và huyện đảo Cồn Cỏ.
Ông hiện là Ủy viên Thường trực Ủy ban Kinh tế của Quốc hội, Phó Chủ tịch Nhóm Nghị sĩ hữu nghị Việt Nam - Ấn Độ.
Ông đang làm việc ở Ủy ban Kinh tế của Quốc hội (Đại biểu chuyên trách: Trung ương).